# تاریخ ادبیات مدرن

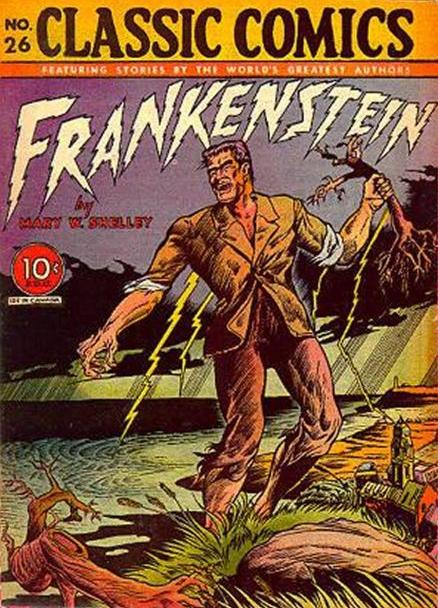
کتاب ادبی

شکل‌گیری ادبیات مدرن از اروپا و اوایل قرن ۱۸ شروع شد و بعد به مرور زمان به دیگر قاره‌ها نیز کشیده شد در قرن ۱۹ ادبیات مدرن رشد قابل توجه‌ای داشت.
فرهنگ ادبی کلاسیک خارج از اروپا در دوره مدرن آغاز شده و پس از آن عثمانی با اصلاحات تنظیمات (۱۸۲۰ میلادی) قاجاریه با اصلاحات ناصرالدین شاه (۱۸۳۰ میلادی) در هند و ژاپن با اصلاحات میجی (۱۸۶۰ میلادی) و در چین با ظهور جنبش فرهنگ نو شکل گرفت.